# Urs Meier
Urs Meier (Zürich, 1959. január 22. –) svájci nemzetközi labdarúgó-játékvezető. Jelenlegi lakóhelye: Würenlos. Polgári foglalkozása háztartási készülékek márka kereskedője. Hét éven keresztül Nicole Petignat volt az élettársa.

## Pályafutása
A játékvezetői vizsgát 1977-ben tette le. A küldési gyakorlat szerint rendszeres 4. bírói szolgálatot is végzett. 1991-ben lett az I. Liga játékvezetője. A nemzeti játékvezetéstől 2004-ben vonult vissza.

### Nemzetközi játékvezetés
A Svájci labdarúgó-szövetség Játékvezető Bizottsága (JB) terjesztette fel nemzetközi játékvezetőnek, a Nemzetközi Labdarúgó-szövetség (FIFA) 1994-től tartotta nyilván bírói keretében. A FIFA JB központi nyelvei közül a németet, az angolt, a franciát és a spanyolt beszéli. Előrelépésben nem egy, hanem két kiváló vetélytársa volt, Kurt Röthlisberger és Serge Muhmenthaler, akik a nemzetközi porondon bő egy évtizeden keresztül szinte egymaguk jelentették a svájci játékvezetést. Nagy elődeinek visszavonulása után hamar az európai bírói kar élvonalába került. Több nemzetek közötti válogatott és klubmérkőzést vezetett. FIFA JB besorolás szerint első kategóriás labdarúgó játékvezető. Szakmai tudását elismerték szerte a világon, ennek ellenére ellentmondásos egyéniségnek tartják. A svájci nemzetközi játékvezetők rangsorában, a világbajnokság-Európa-bajnokság sorrendjében az első helyet foglalja el 27 találkozó szolgálatával. Európai-kupamérkőzések irányítójaként az örök ranglistán a 6. helyet foglalja el 63 találkozó vezetésével. Az aktív nemzetközi játékvezetéstől 2004-ben a FIFAJB  45 éves korhatárát elérve búcsúzott. Válogatott mérkőzéseinek száma: 32.

#### Labdarúgó-világbajnokság
A világbajnoki döntőhöz vezető úton Franciaországba a XVI., az 1998-as labdarúgó-világbajnokságra valamint Dél-Koreába és Japánba a XVII., a 2002-es labdarúgó-világbajnokságra a FIFA JB bíróként alkalmazta. Selejtező mérkőzéseket az UEFA és a CONMEBOL zónákban vezetett. Világbajnokságon vezetett mérkőzéseinek száma: 4.

##### 1998-as labdarúgó-világbajnokság

###### Selejtező mérkőzés
| Időpont             | Helyszín                      | Mérkőzés típusa           | Mérkőzés             | Eredmény | Nézők száma |
| ------------------- | ----------------------------- | ------------------------- | -------------------- | -------- | ----------- |
| 1996. szeptember 1. | Bežigrad Stadion, Ljubljana   | előselejtező (1. csoport) | Szlovénia–Dánia      | 0 – 2    | 5000        |
| 1997. május 31.     | Silesian Stadion, Chorzów     | előselejtező (2. csoport) | Lengyelország–Anglia | 0 – 2    | 25 000      |
| 1997. október 11.   | Generali Arena Stadion, Prága | előselejtező (6. csoport) | Csehország–Szlovákia | 3 – 0    | 5428        |

###### Világbajnoki mérkőzés
Az  amerikai-iráni találkozó sporttörténelmi esemény volt, a két állam folyamatos politikai ellentétben van egymással. A nemzetközi sajtó által érzelmileg felfokozott futballmeccs ennek ellenére simán, zökkenők nélkül lezajlott. 
| Időpont          | Helyszín                     | Mérkőzés típusa              | Mérkőzés      | Eredmény | Nézők száma |
| ---------------- | ---------------------------- | ---------------------------- | ------------- | -------- | ----------- |
| 1998. június 21. | Stade de Gerland, Lyon       | csoportmérkőzés (F. csoport) | Amerika–Irán  | 1 – 2    | 39 100      |
| 1998. június 28. | Stade de France, Saint-Denis | egyik nyolcaddöntő           | Nigéria–Dánia | 1 – 4    | 77 000      |

##### 2002-es labdarúgó-világbajnokság
Selejtező mérkőzéseket az UEFA és a CONMEBOL zónában vezetett mérkőzéseket.

###### Selejtező mérkőzés
| Időpont             | Helyszín                                                  | Mérkőzés típusa            | Mérkőzés             | Eredmény | Nézők száma |
| ------------------- | --------------------------------------------------------- | -------------------------- | -------------------- | -------- | ----------- |
| 2000. október 11.   | Ullevaal Stadion, Oslo                                    | előselejtező (5. csoport)  | Norvégia–Ukrajna     | 0 – 1    |             |
| 2001. március 28.   | Antas Stadion, Porto                                      | előselejtező (2. csoport)  | Portugália–Hollandia | 2 – 2    | 42 164      |
| 2001. szeptember 5. | Monumental Antonio Vespucio Liberti Stadion, Buenos Aires | előselejtező (15. forduló) | Argentína–Brazília   | 2 – 1    | 51 000      |
| 2001. november 10.  | Baldvin király Stadion, Brüsszel                          | rájátszás                  | Belgium–Csehország   | 1 – 0    | 39 000      |

###### Világbajnoki mérkőzés
| Időpont          | Helyszín                    | Mérkőzés típusa              | Mérkőzés              | Eredmény | Nézők száma |
| ---------------- | --------------------------- | ---------------------------- | --------------------- | -------- | ----------- |
| 2002. június 10. | Világbajnoki Stadion, Tegu  | csoportmérkőzés (D. csoport) | Dél-Korea–Amerikai    | 1 – 1    | 60 778      |
| 2002. június 25. | Világbajnoki Stadion, Szöul | egyik elődöntő               | Németország–Dél-Korea | 1 – 0    | 65 256      |

##### 2006-os labdarúgó-világbajnokság

###### Selejtező mérkőzés
| Időpont            | Helyszín                  | Mérkőzés típusa           | Mérkőzés             | Eredmény | Nézők száma |
| ------------------ | ------------------------- | ------------------------- | -------------------- | -------- | ----------- |
| 2004. november 17. | Központi Stadion, Szkopje | előselejtező (1. csoport) | Macedónia–Csehország | 0 – 2    | 7000        |

#### Labdarúgó-Európa-bajnokság

##### U16-os labdarúgó-Európa-bajnokság
Írország rendezte a 12., az 1994-es U16-os labdarúgó-Európa-bajnokságot, a FIFA JB bemutatta a nemzetközi résztvevőknek.

###### 1994-es U16-os labdarúgó-Európa-bajnokság
| Időpont           | Helyszín                    | Mérkőzés típusa              | Mérkőzés               | Eredmény |
| ----------------- | --------------------------- | ---------------------------- | ---------------------- | -------- |
| 1994. április 28. | Tolka Park Stadion, Dublin  | csoportmérkőzés (B. csoport) | Anglia–Írország        | 1 – 1    |
| 1994. május 3.    | Oriel Park Stadion, Dundalk | egyik negyeddöntő            | Törökország–Portugália | 0 – 0    |

---
Három európai labdarúgó torna döntőjéhez vezető úton Angliába a X., az 1996-os labdarúgó-Európa-bajnokságra, Belgiumba és Hollandiába a XI., a 2000-es labdarúgó-Európa-bajnokságra valamint Portugáliába a XII., a 2004-es labdarúgó-Európa-bajnokságra az UEFA JB játékvezetőként foglalkoztatta.

##### 1996-os labdarúgó-Európa-bajnokság

###### Selejtező mérkőzés
| Időpont           | Helyszín                                       | Mérkőzés típusa           | Mérkőzés        | Eredmény | Nézők száma |
| ----------------- | ---------------------------------------------- | ------------------------- | --------------- | -------- | ----------- |
| 1995. március 29. | Qemal Stafa Stadion, Tirana                    | előselejtező (7. csoport) | Albánia–Moldova | 3 – 0    | 8500        |
| 1995. október 11. | Boris Paichadze Dinamo Arena Stadion, Tbiliszi | előselejtező (7. csoport) | Grúzia–Bulgária | 2 – 1    | 45 000      |

##### 2000-es labdarúgó-Európa-bajnokság

###### Selejtező mérkőzés
| Időpont             | Helyszín                       | Mérkőzés típusa           | Mérkőzés                 | Eredmény | Nézők száma |
| ------------------- | ------------------------------ | ------------------------- | ------------------------ | -------- | ----------- |
| 1998. szeptember 6. | Népstadion, Budapest           | előselejtező (7. csoport) | Magyarország–Portugália  | 1 – 3    | 50 000      |
| 1999. június 9.     | Lansdowne Road Stadion, Dublin | előselejtező (8. csoport) | Írország–Macedónia       | 1 – 0    | 28 108      |
| 1999. október 9.    | Råsunda Stadion Stadion, Solna | előselejtező (5. csoport) | Svédország–Lengyelország | 2 – 0    | 35 000      |
| 1999. november 13.  | Bežigrad Stadion, Ljubljana    | rájátszás                 | Szlovákia–Ukrajna        | 2 – 1    | 18 000      |

###### Európa-bajnoki mérkőzés
Az angoloknak rossz - vesztes mérkőzés - emlékei vannak a játékvezetővel kapcsolatban. 
| Időpont          | Helyszín                              | Mérkőzés típusa              | Mérkőzés        | Eredmény | Nézők száma |
| ---------------- | ------------------------------------- | ---------------------------- | --------------- | -------- | ----------- |
| 2000. június 13. | Feijenoord Stadion, Rotterdam         | csoportmérkőzés (D. csoport) | Dánia–Hollandia | 0 – 3    | 51 000      |
| 2000. június 20. | Stade du Pays de Charleroi, Charleroi | csoportmérkőzés (A. csoport) | Anglia–Románia  | 2 – 3    | 30 000      |

##### 2004-es labdarúgó-Európa-bajnokság

###### Selejtező mérkőzés
| Időpont              | Helyszín                      | Mérkőzés típusa           | Mérkőzés                   | Eredmény | Nézők száma |
| -------------------- | ----------------------------- | ------------------------- | -------------------------- | -------- | ----------- |
| 2003. április 2.     | Light Stadion, Sunderland     | előselejtező (7. csoport) | Anglia–Törökország         | 2 – 0    | 46 667      |
| 2003. szeptember 10. | Parken Stadion, Koppenhága    | előselejtező (2. csoport) | Dánia–Románia              | 2 – 2    | 42 049      |
| 2003. október 11.    | Köztársasági Stadion, Jereván | előselejtező (6. csoport) | Örményország–Spanyolország | 0 – 4    | 16 000      |
| 2003. november 19    | Bežigrad Stadion, Ljubljana   | rájátszás                 | Szlovénia–Horvátország     | 0 – 1    | 10 000      |

###### Európa-bajnoki mérkőzés
Az angol-portugál mérkőzést követően az angol csapat vezetői és a szigetországi sajtó is egyértelműen Meiert okolta, amiért Anglia az elődöntőben, a büntetőpárbajban elbukott. A svájci bíró a 89. percben érvénytelenítette Sol Campbell gólját - így maradt 2:2 a mérkőzés állása -, ami az angolok szerint teljesen szabályos körülmények között esett. A britek ezek után felmentve a felelősség alól játékosaikat, elnézik David Beckhamnek és Darius Vassellnek a kihagyott büntetőt. Hasonló eset történt, az Egyesült Államokban, 1994-ben rendezett világbajnokság negyeddöntőjében, amikor 2-2-es állásnál az argentinok ellen szintén Campbell talált be, a játékvezető, akkor Puhl Sándor sem adta meg a jogosnak vélt találatot, és mivel a hosszabbításban sem született döntés, következtek a tizenegyesrúgások - Anglia alulmaradt. Ekkor az angol sportvezetés és a sajtó egyszerűen tudomásul vette, hogy ilyen a futball. Ha a játékosok hibáznak, azt  mindig megbocsátja a közönség, de ha a játékvezető hibázik, az soha nem bocsátják meg neki.
A The Sun (angol bulvárlap) és társai pokollá tették Meier életét: a lap emberei felfedték lakcímét, házasságtörése történetét, egy, a „hőstettről" készült fotóval ékesített hatalmas angol lobogót feszítettek ki a háza elé. A bíró több mint 16 ezer fenyegető e-mailt kapott, miután a szigetországi újságok közzétették  telefon-, faxszámát, e-mail-címét, az internetes oldala pedig összeomlott a roham hatására. A bírót és családját a felbőszített szurkolók halálosan megfenyegették, így Meier rendőri védelmet kért. Érdekes, hogy a svéd Anders Frisk játékvezető ellen is az angolok, a Chelsea FC - FC Barcelona UEFA Bajnokok Ligája selejtező mérkőzést követően a sportvezetők és a bulvársajtó indított hecckampányt, ahol a játékvezetőt és családját halálosan megfenyegették.
| Időpont          | Helyszín                  | Mérkőzés típusa              | Mérkőzés                  | Eredmény | Nézők száma |
| ---------------- | ------------------------- | ---------------------------- | ------------------------- | -------- | ----------- |
| 2004. június 12. | Algarve Stadion, Loulé    | csoportmérkőzés (A. csoport) | Spanyolország–Oroszország | 1 – 0    | 28 182      |
| 2004. június 18. | Estádio do Dragão, Porto  | csoportmérkőzés (C. csoport) | Olaszország–Svédország    | 1 – 1    | 44 926      |
| 2004. június 24. | Estádio da Luz, Lisszabon | egyik negyeddöntő            | Portugália–Anglia         | 2 – 2    | 65 000      |

#### Nemzetközi kupamérkőzések
Vezetett kupadöntők száma: 2.

##### UEFA-bajnokok ligája
Hosszú és sikeres pályafutása alatt rengeteg selejtező- és elődöntő (nyolcad-, negyed) mérkőzést vezethetett, de csak egy nemzetközi kupadöntőt bíztak rá. A 48. játékvezető – az 5. svájci – aki UEFA-bajnokok ligája döntőt vezetett.
| Időpont             | Helyszín                      | Mérkőzés típusa       | Mérkőzés                           | Eredmény | Nézők száma |
| ------------------- | ----------------------------- | --------------------- | ---------------------------------- | -------- | ----------- |
| 2002. május 15.     | Hampden Park Stadion, Glasgow | döntő                 | Bayer 04 Leverkusen–Real Madrid CF | 1 – 2    | 52 000      |
| 2004. augusztus 25. | AXA Arena, Prága              | előselejtező (3. kör) | AC Sparta Praha–Ferencvárosi TC    | 2 – 0    |             |

##### Román labdarúgókupa
A Román labdarúgó-szövetség Játékvezető Bizottsága (JB) a torna házi döntőjének levezetésére semleges bírót és segédeket kért.
| Időpont          | Helyszín                  | Mérkőzés típusa | Mérkőzés                                | Eredmény | Asszisztensek                     | Nézők száma |
| ---------------- | ------------------------- | --------------- | --------------------------------------- | -------- | --------------------------------- | ----------- |
| 2001. június 16. | Nemzeti Stadion, Bukarest | döntő           | FC Dinamo București–AFC Rocar București | 4 – 2    | Laurent Rausis és Antonio Vecchio | 26 000      |

## Sportvezetőként
Sportszakértőként megjelent a német televíziós csatornán, a ZDF sportadásaiban, a 2006-os labdarúgó-világbajnokság és a 2008-as labdarúgó-Európa-bajnokságok alatt.

## Sikerei, díjai
- Játékvezetői pályafutásának eredményeként a világ egyik legjobb játékvezetőjének nőtte ki magát, az IFFHS 2002-ben a világ 2., 2004-ben a világ 3. legjobb játékvezetőjének választotta.
- A IFFHS (International Federation of Football History & Statistics)  1987-2011 évadokról tartott nemzetközi szavazásán 151, játékvezető besorolásával minden idők 8, legjobb bírójának rangsorolta. A 2008-as szavazáshoz képest 2 pozíciót előbbre lépett.